# Andreas Petermann
Andreas Petermann (Greiz, Turíngia, 26 de juliol de 1962) va ser un ciclista alemany de l'est, que competí com amateur. El seu èxit més important fou el Campionat del Món en Contrarellotge per equips de 1979. Un cop retirat ha dirigit diferents equips ciclistes.

## Palmarès
- 1976
  - Vencedor d'una etapa de la Volta a la RDA
- 1977
  - 1r a la Berlín-Cottbus-Berlín
  - Vencedor d'una etapa de la Volta a la RDA
- 1978
  - Vencedor d'una etapa de la Cursa de la Pau
- 1979
  -  Campió del món en contrarellotge per equips (amb Bernd Drogan, Hans-Joachim Hartnick i Falk Boden)
  - Vencedor d'una etapa de la Volta a la RDA
- 1980
  - Campió d'Alemanya de l'Est de muntanya
  - 1r a la Volta a Turíngia
  - Vencedor d'una etapa de la Volta a la RDA
- 1981
  - Campió d'Alemanya de l'Est de contrarellotge per equips
  - 1r a la Volta a Turíngia
- 1982
  - Vencedor d'una etapa del Tour de l'Avenir
- 1983
  - Campió d'Alemanya de l'Est de contrarellotge per equips
  - 1r a la Volta al Marroc i vencedor d'una etapa
  - Vencedor d'una etapa de la Volta a Cuba
  - Vencedor d'una etapa de la Cursa de la Pau
  - Vencedor d'una etapa de la Volta a la RDA